# Shafiqua Maloney
Shafiqua Maloney, née le 27 février 1999, est une sprinteuse vincentaise. Elle est médaillée de bronze aux Jeux d'Amérique centrale et des Caraïbes en 2023.

## Biographie
Elle fait ses études à l'université du Sud de l'Illinois (en) puis à l'université de l'Arkansas.

## Carrière
En 2021, elle rafle deux médailles aux Championnats NACAC espoirs 2021 sur le 400 m et le 800 m. En 2022, elle est la seule athlète à représenter son pays aux Mondiaux où elle ne passe pas le stade des séries mais doit abandonner sa participation aux Jeux du Commonwealth et aux Championnats NACAC malgré ses qualifications.
Elle participe aux Jeux olympiques de 2020 en tant qu'une des trois représentantes de Saint-Vincent-et-les-Grenadines et sert en tant que porte-drapeau. Pendant la compétition, elle ne dépasse pas le stade des séries sur le 800 m.
Aux Jeux d'Amérique centrale et des Caraïbes de 2023, elle remporte sa première médaille internationale chez les seniors en 2 min 4 s 98 sur le 800 m.
Elle est à nouveau nommée porte-drapeau de la délégation vincentine aux Jeux olympiques de 2024 à Paris.

## Palmarès
| Date | Compétition                              | Lieu          | Place | Course    | Temps         |
| ---- | ---------------------------------------- | ------------- | ----- | --------- | ------------- |
| 2016 | CARIFTA Games juniors                    | Saint-Georges | 6e    | 400 m     |               |
| 2017 | Jeux panaméricains espoirs               | Trujillo      | 8e    | 400 m     |               |
| 2018 | CARIFTA Games espoirs                    | Nassau        | 8e    | 200 m     |               |
| 2018 | CARIFTA Games espoirs                    | Nassau        | 5e    | 400 m     |               |
| 2018 | CARIFTA Games espoirs                    | Nassau        | 1re   | 4 x 400 m |               |
| 2021 | Championnats NACAC espoirs               | San José      | 2e    | 400 m     |               |
| 2021 | Championnats NACAC espoirs               | San José      | 1re   | 800 m     |               |
| 2023 | Jeux d'Amérique centrale et des Caraïbes | San Salvador  | 3e    | 800 m     |               |
| 2024 | Jeux olympiques                          | Paris         | 4e    | 800 m     | 1 min 57 s 66 |

## Records
| Épreuve            | Temps              | Lieu               | Date               |
| ------------------ | ------------------ | ------------------ | ------------------ |
| 400 m              | 50 s 63 (NR)       | Lignano Sabbiadoro | 14 juillet 2024    |
| 600 m              | 1 min 22 s 98      | Berlin             | 1er septembre 2024 |
| 800 m              | 1 min 57 s 59 (NR) | Saint-Denis        | 4 août 2024        |
| 800 m piste courte | 1 min 58 s 69 (NR) | Fayetteville       | 10 février 2024    |